# Niqmepa' IV
Niqmepa' IV (... – XVI secolo a.C.) è stato un re amorreo di Ugarit.